# Eric Jespersen
Eric Albert Jespersen (* 18. Oktober 1961 in Port Alberni) ist ein ehemaliger kanadischer Segler.

## Erfolge
Eric Jespersen nahm zweimal mit Ross MacDonald in der Bootsklasse Star an Olympischen Spielen teil. 1992 in Barcelona gelang ihnen der Gewinn der Bronzemedaille, als sie mit 62,7 Punkten hinter den US-Amerikanern Mark Reynolds und Hal Haenel und den Neuseeländern Donald Cowie und Rod Davis Dritter wurden. Vier Jahre darauf kamen sie in Atlanta dagegen nicht über den 14. Platz hinaus. Dazwischen wurden sie 1994 in San Diego gemeinsam Weltmeister und 1995 in Cascais Europameister.
1983 und 1987 startete er beim Louis Vuitton Cup.